# Bruckmühle (Furth im Wald)
Bruckmühle ist ein Gemeindeteil der Stadt Furth im Wald im Landkreis Cham des Regierungsbezirks Oberpfalz im Freistaat Bayern.

## Geografie
Bruckmühle liegt 6 Kilometer südwestlich von Furth im Wald, 1 Kilometer südlich der Staatsstraße 2154 am Bruckmühlbach.

## Geschichte
Bruckmühle wurde in der Kirchenmatrikel von 1838 als zur Pfarrei Arnschwang gehörig erstmals erwähnt. Von 1867 bis 1946 bestand die Gemeinde Ränkam aus den Gemeindeteilen Bruckmühle, Degelberg, Kühberg, Leinmühle, Ränkam, Rußmühle, Tradt, Waradein und Ziegelhütte. 1946 wurde die Gemeinde Grabitz zerschlagen. Grabitz mit Stieberg und Tradtbauer wurde nach Furth im Wald eingemeindet und Haberseigen kam zur Gemeinde Ränkam. Bei der Gebietsreform in Bayern wurde 1972 die Gemeinde Ränkam mit ihren Gemeindeteilen Bruckmühle, Degelberg, Haberseigen, Kühberg, Leinmühle, Ränkam, Rußmühle, Tradt, Waradein und Ziegelhütte in die Stadt Furth im Wald eingemeindet.
Die Bruckmühle gehörte 1838 zur Pfarrei Arnschwang. 1913 kam Bruckmühle zum Kuratbenefizium Ränkam, Dekanat Cham. 1997 hatte Bruckmühle 3 Katholiken.

## Einwohnerentwicklung ab 1838
| Jahr | Einwohner | Gebäude |
| ---- | --------- | ------- |
| 1838 | 13        | 1       |
| 1861 | 9         | 4       |
| 1871 | 9         | 5       |
| 1885 | 7         | 2       |
| 1900 | 5         | 1       |
| 1913 | 8         | 1       |

| Jahr | Einwohner | Gebäude |
| ---- | --------- | ------- |
| 1925 | 10        | 2       |
| 1950 | 13        | 2       |
| 1961 | 8         | 1       |
| 1970 | 5         | k. A.   |
| 1987 | 3         | 2       |
| 2011 | 0         | k. A.   |

## Sehenswürdigkeiten und Tourismus
In Bruckmühle, Hausnummer 1, steht eine denkmalgeschützte Hofkapelle (Denkmalnummer D-3-72-126-62). Es handelt sich um einen giebelständigen Satteldachbau mit vorgezogenem Dach, erbaut 1945.